# Adalbert Durrer

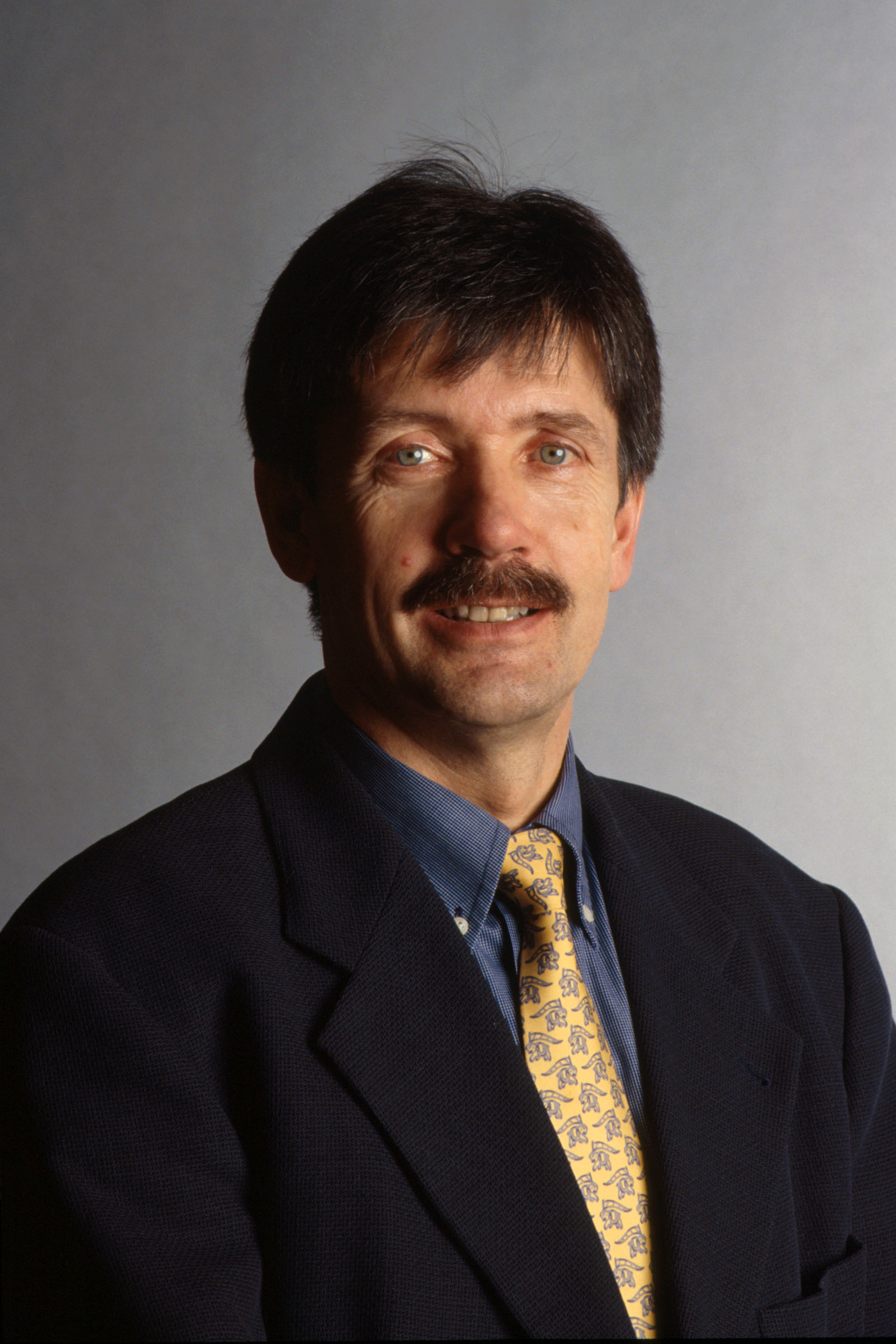
Adalbert Durrer (vermutlich 2001)

Adalbert Durrer (* 17. November 1950 in Alpnach; † 19. April 2008 in Luzern) war ein Schweizer Politiker (CVP).

## Politische Laufbahn
Durrer begann seine politische Laufbahn im Alter von 28 Jahren, als er 1978 in den Gemeinderat von Alpnach gewählt wurde. Vier Jahre später wurde er zum Gemeindepräsidenten dieser Gemeinde gewählt. Parallel dazu sass er von 1981 bis 1986 im Kantonsrat von Obwalden. Es folgten von 1986 bis 1996 zehn Jahre im Regierungsrat, dem er 1993/94 und 1995/96 als Landammann vorstand.
Bei den Schweizer Parlamentswahlen 1995 wurde Durrer in den Schweizer Nationalrat gewählt, dem er vom 4. Dezember 1995 bis zum 5. Oktober 2001 angehörte. Von 1997 bis Mai 2001 amtete er als Präsident der CVP Schweiz. Im März 1999, während seiner Amtszeit als CVP-Präsident, war Durrer einer von fünf offiziellen Kandidaten für die Nachfolge des zurückgetretenen Bundesrats Flavio Cotti. Durrer schied allerdings im vierten Wahlgang aus. Er reichte am 5. Oktober 2001 seinen Rücktritt als Nationalrat ein, und Adriano Imfeld rückte nach.
Durrer war für die Straffreiheit des Cannabiskonsums und gegen die rechtliche Gleichstellung von homosexuellen Paaren. Obschon die CVP an sich lange Zeit den Beitritt der Schweiz zur Europäischen Union befürwortete, war Durrer ein Beitrittsgegner: «Wenn Mitgliedsländer nicht souverän sind, im Rahmen des Völkerrechtes ihre Regierungen alleine zu bestimmen, kann ich einen Beitritt nicht mehr befürworten.»

## Beruf und Privatleben
Der frühere Jurist und Notar Adalbert Durrer war nach seinem politischen Rückzug als Direktor bei der UBS tätig. Er war verheiratet. Am 19. April 2008 verstarb Durrer nach schwerer Krankheit.

## Schriften
- Zs. mit Hilmar Gernet: Von Mythen zu Taten. Damit die Schweiz bleibt, was sie ist: eine Erfolgsstory. Maihof-Verlag, Luzern 2000, ISBN 3-9522033-0-0